# Три плюс два (фильм)
«Три плюс два» — советский комедийный фильм 1963 года режиссёра Генриха Оганесяна. В основе сценария — пьеса Сергея Михалкова «Дикари». Совместное производство киностудии имени М. Горького и Рижской киностудии. 
Лента снималась одновременно в двух форматах: широкоэкранном (2,35:1) и обычном (1,37:1). При этом разные дубли снимались камерами разных форматов, но основным считался широкоэкранный. Кроме того, разнятся версии монтажа (в обычном отсутствуют некоторые эпизоды, в широкоэкранном переделаны вступительные титры).

## Сюжет
Три закадычных друга — Степан, Роман и Вадим — отправились на «Волге» Степана Сундукова в отпуск на пустынный берег Чёрного моря — отдохнуть вместе «дикарями». Однако оказалось, что на место, облюбованное ими для стоянки, претендуют две подруги — цирковая артистка Зоя и киноактриса Наташа. Девушки, правда, подъехали на своём «Запорожце» чуть позже, но настаивают, что отдыхают именно на этом месте из года в год и «застолбили» его за собой с 1956 года.
Ни одна, ни другая сторона не хочет уезжать и не собирается уступать. По всем канонам международного права (которые отлично знает профессиональный дипломат Вадим) осуществив демаркацию границы, стороны разделили полянку с лагерем на две части, стараются не общаться и периодически (хотя и с большим трудом — хорошим людям вообще сложно даются пакости ближнему) пытаются создать соседям невыносимые условия для отдыха.
Но иногда общаться всё-таки приходится, и в итоге между Наташей и Вадимом, а также между Зоей и Романом постепенно налаживается взаимопонимание. Чтобы растопить лёд, Зоя, услышав, что друзья при обращении к Сундукову называют того «доктором», симулирует солнечный ожог и просит соседа о помощи. Тем не менее Степан оказывается доктором физико-математических наук, и к девушке отправляется Роман в качестве ветеринара, имеющего хоть какое-то отношение к медицине; в меру сил он добросовестно пытается организовать лечение «больной».
Отношения развиваются, и две пары договариваются о свиданиях. Наташа и Вадим проводят вместе время в ресторане в соседнем городе. Зоя с Романом также встречаются наедине. Сундуков же, весь отпуск читающий увлекательный детектив и ничем, кроме рыбалки, больше не интересующийся, начинает проявлять неудовольствие: его друзья поддались женскому обаянию и предали священные принципы отпускного холостяцкого братства.
В конце концов Зоя и Наташа задумывают и реализуют коварный план: рано утром они потихоньку снимают палатку и на своём «Запорожце», не заводя двигателя, накатом, заметая следы примотанным к заднему бамперу еловым лапником, покидают стоянку, оставив невнятную извинительную записку без адреса.
Вадим и Роман в отчаянии. Сундуков, которому девушки совершенно не интересны, но друзья близки и дороги, безропотно приходит на помощь — лагерь мгновенно свёрнут, и «Волга» стартует на поиски.
Безрезультатно осмотрев всё ближайшее побережье, мужчины в глубоком унынии возвращаются на старое место — и обнаруживают там знакомый «Запорожец»! Зоя и Наташа, прибыв на опустевшую стоянку, поняли, что наконец добились своей цели… и в результате пребывают в таком же отчаянии, уже успев поругаться по вопросу, кто больше виноват в исчезновении ещё недавно таких нежеланных «конкурентов». Всё заканчивается счастливо.

## В ролях
- Наталия Кустинская — Наташа, актриса кино
- Наталья Фатеева — Зоя Павловна, артистка цирка, дрессировщица львов и тигров
- Андрей Миронов — Роман Любешкин, ветеринар
- Евгений Жариков — Вадим, дипломат
- Геннадий Нилов — Степан Иванович Сундуков («Сундук»), доктор физико-математических наук
- Генрих Оганесян — официант ресторана «Чайка» (нет в титрах)

- Николай Томашевский — официант (нет в титрах)

## Создатели
- Автор сценария: Сергей Михалков
- Режиссёр-постановщик: Генрих Оганесян (в титрах как «Генрих Оганисян»)
- Главный оператор: Вячеслав Шумский
- Композитор: Андрей Волконский
- Художники:
  - декорации: Андрис Бауманис
  - костюмы: Н. Панова
- Режиссёр: К. Николаевич
- Оператор: Юрий Постников
- Монтаж: Р. Шор, Эрика Мешковская
- Оркестр Главного управления по производству фильмов
  - Дирижёр: Эмин Хачатурян
  - У рояля: Раймонд Паулс (в титрах Р. Паул)
- Директора картины: Марк Цирельсон, Михаил Капустин, Георгс Блументал

## История создания

### Подготовка к съёмкам
Пьеса Сергея Михалкова «Дикари», по которой снят фильм, впервые была поставлена в Московском драматическом театре имени М. Н. Ермоловой в сентябре 1958 года. Предполагалось, что в фильме всех мужских персонажей сыграют те же актёры (Георгий Вицин, Вячеслав Тихонов и Николай Рыбников).
Возраст героев пьесы — люди за 30 лет. Однако режиссёр решил омолодить актёрский состав. Кастинг проходил на берегу Рижского залива в рыбацком поселке Клапкалнциемс (Латвия). Режиссёр Генрих Оганесян, как известный шутник, до актёрских проб допускал только тех, кто смог сразу выговорить это название; таким образом исключили актрис Татьяну Конюхову и Лилиану Алёшникову.

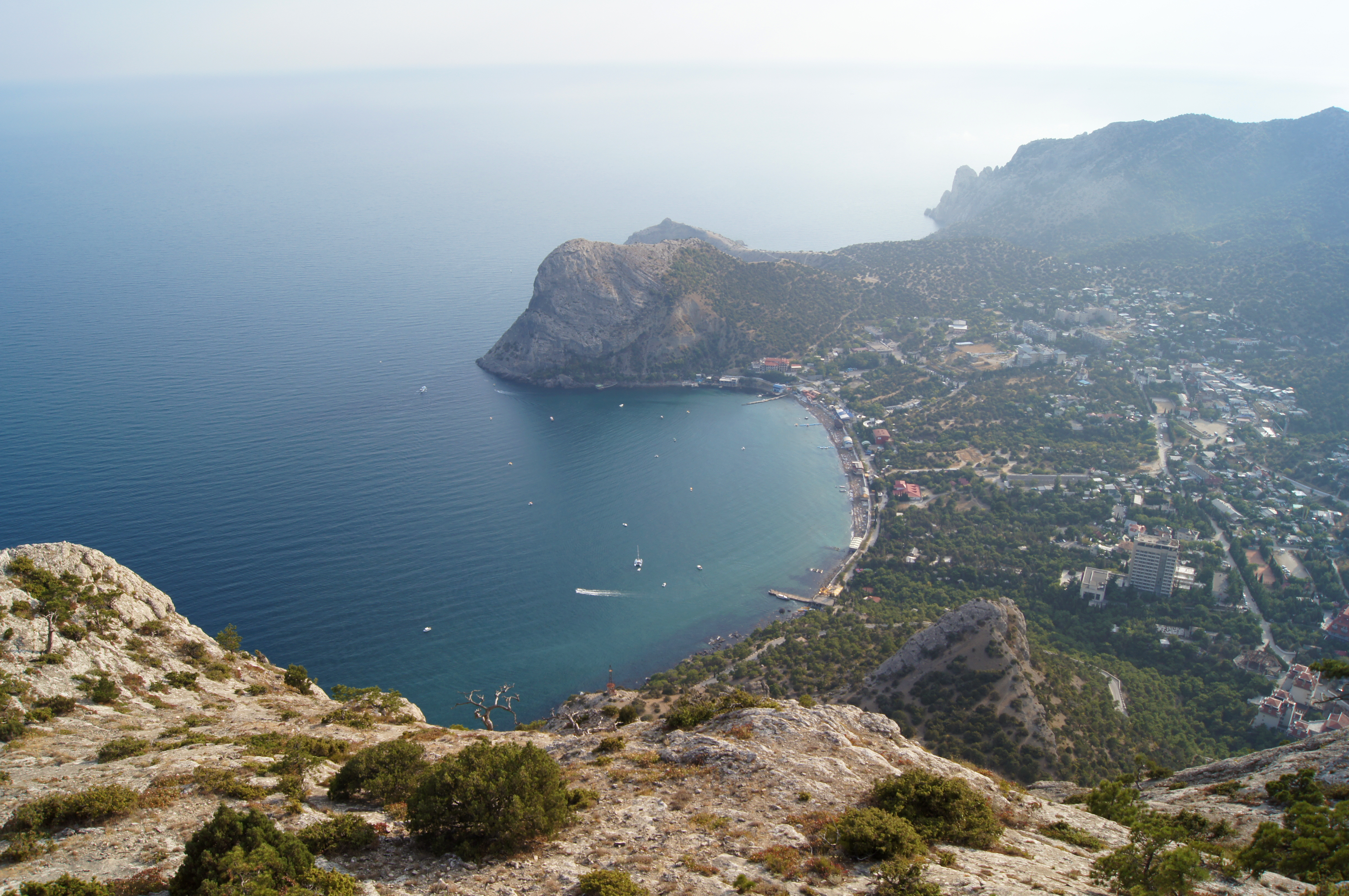
Панорамный вид на бухту с горы Сокол

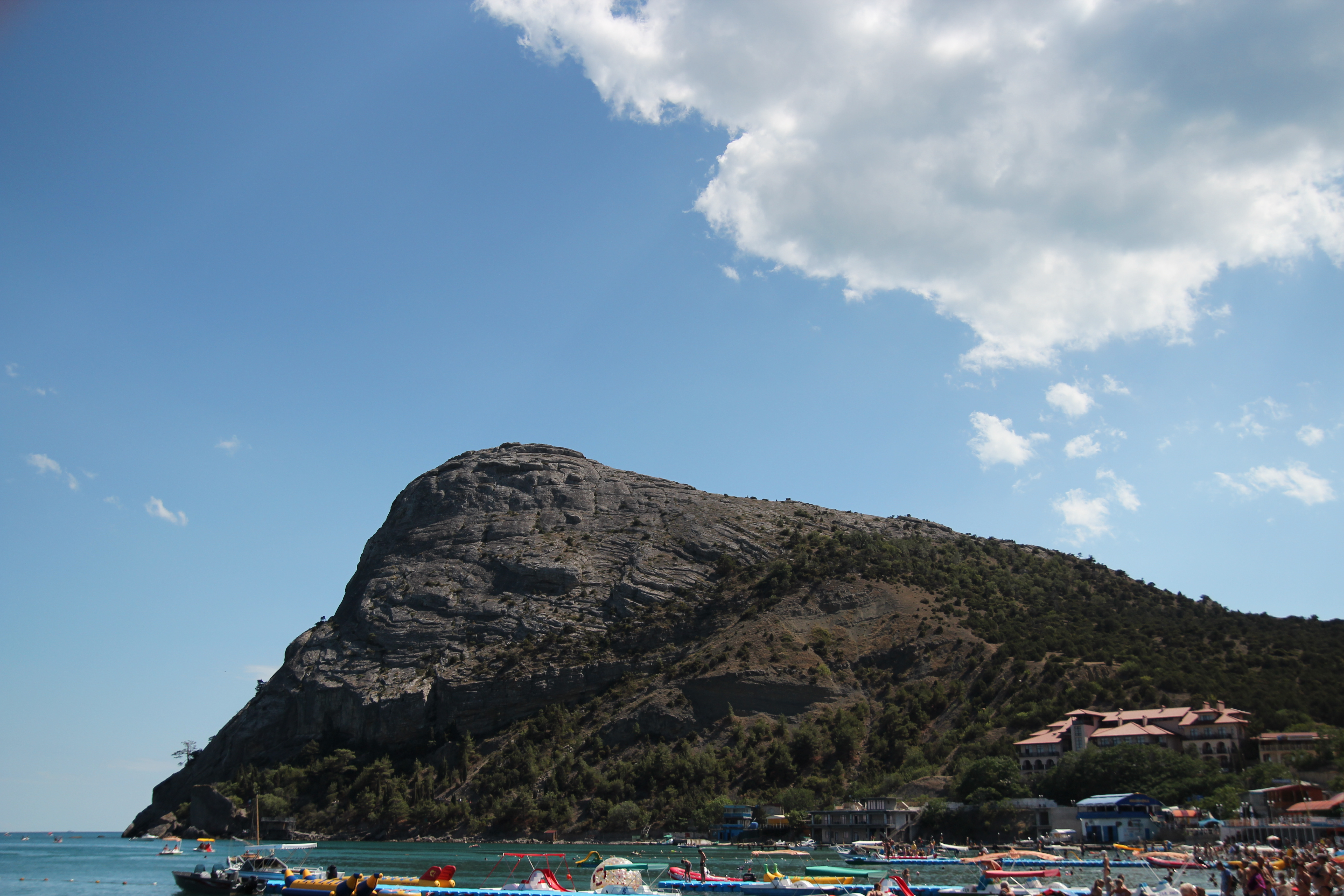
Гора Коба-Кая

Одним из основных претендентов на роль ветеринара Романа Любешкина считался Никита Михалков (его отец написал сценарий фильма, а сам он снимался в предыдущем фильме Оганесяна «Приключения Кроша»). Тем не менее режиссёр на эту роль утвердил малоизвестного на то время Андрея Миронова.
Перед началом съёмок исполнителям трёх главных мужских ролей отвели 2 недели «на загар», чтобы в кадре они выглядели как настоящие «дикари». В таком виде, в каком предстояло сниматься в фильме, то есть в одних трусах, артисты ходили по Судаку, и их часто останавливала милиция. Дирекции фильма в итоге пришлось выдать им справки, что такой внешний вид необходим для съёмок фильма.
Телеграмму об утверждении Натальи Кустинской на роль в фильме долгое время скрывали от актрисы, чтобы та не уехала со съёмок фильма «После свадьбы». Впоследствии актриса работала по графику, согласно которому с 05:00 до 06:00 гримировалась, с 06:00 до 16:00 снималась в Крыму, затем самолётом отбывала в Ленинград на ночные съёмки, а рано утром самолётом возвращалась обратно. Съёмки фильма проходили с конца августа до начала ноября 1962 года.

### Места съёмок

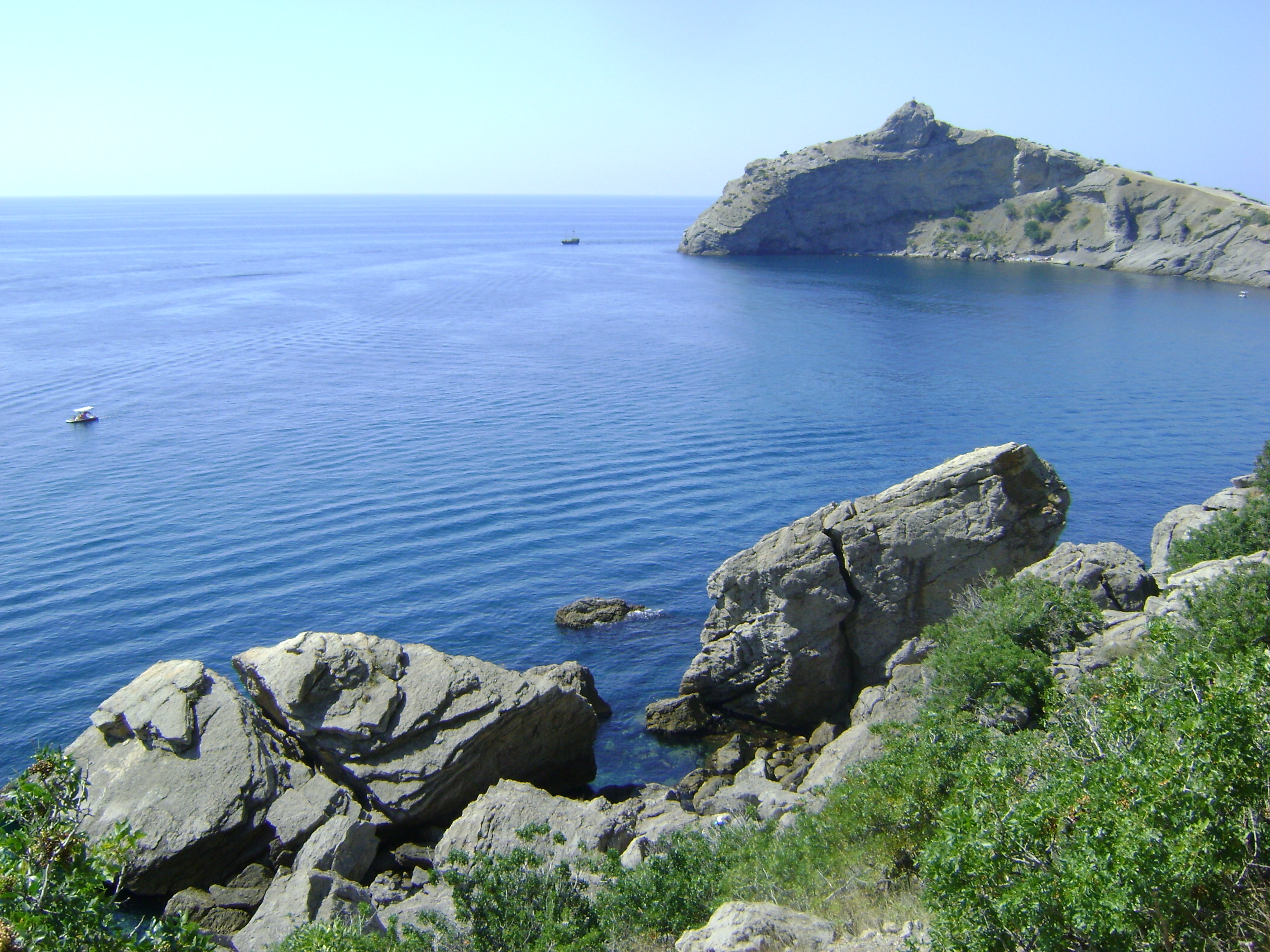
Синяя бухта

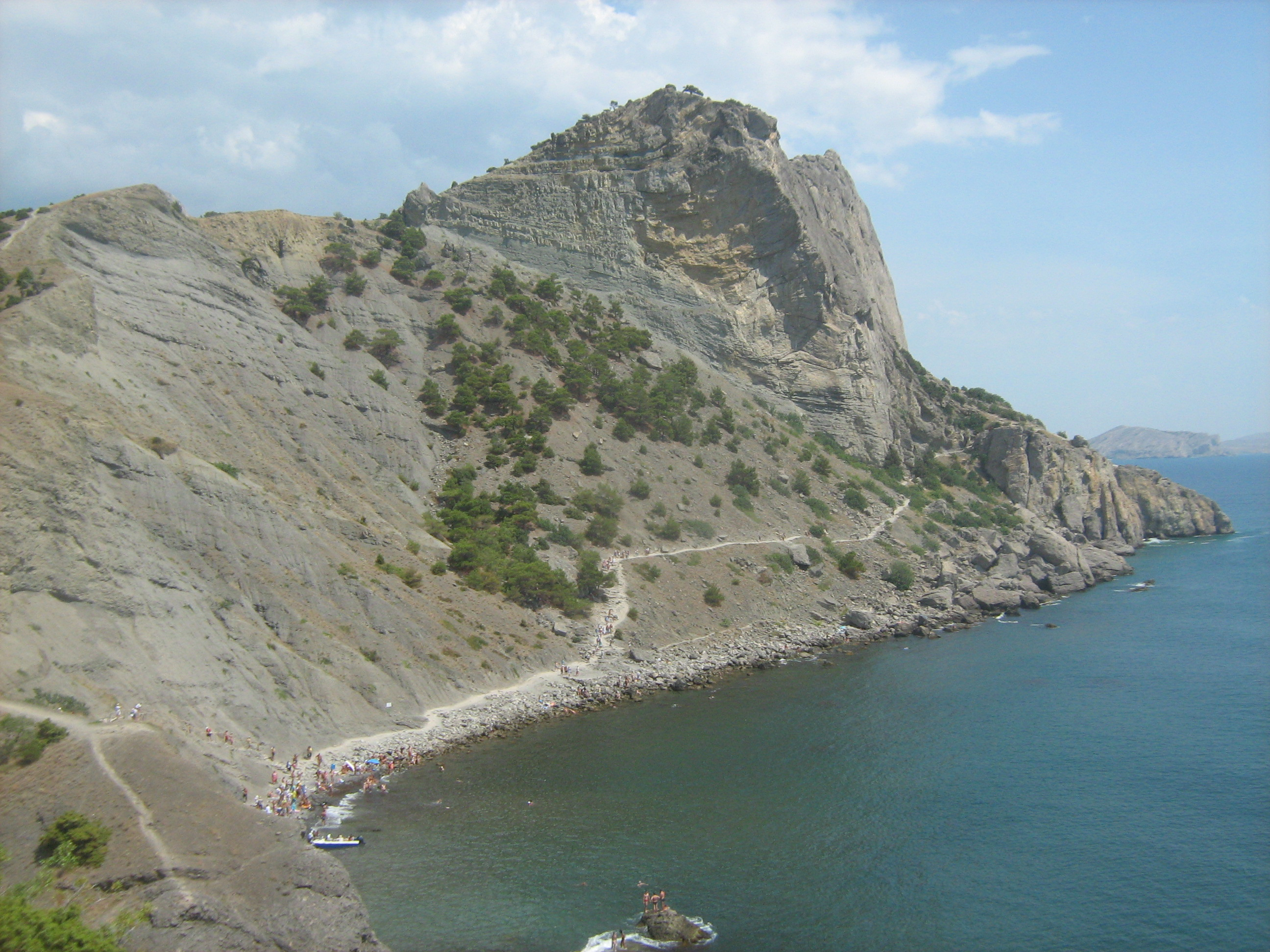
Участок тропы Голицына у побережья Синей бухты

Натурные съёмки проходили в Крыму (посёлок Новый Свет, возле горы Сокол). Часто в фильме виден восточный склон горы Коба-Кая, который ограничивает Новосветовскую бухту. Съёмочная группа жила во дворце князя Голицына, на территории завода шампанских вин в Новом Свете.
Эпизод в ресторане «Чайка», в котором Вадим и Наташа выдают себя за иностранцев, снимался на набережной Судака. На заднем плане видны Крепостная гора, Сокол и мыс Капчик. Эпизод похода за хлебом Наташи и Вадима снимался по дороге из Нового Света в Судак и возле автовокзала в Алуште. Съёмки погони проходили на трассе Судак — Алушта возле сёл Морского и Весёлого.
Эпизоды свидания Вадима и Наташи снимались к востоку от мыса Капчик на горном маршруте Тропа Голицына, а свидания Романа и Зои — к западу от него, где декорациями выступили Голубая бухта (Делимано) и гора Караул-Оба.
Эпизоды в палатке и в салоне «Волги» были досняты в павильонах Рижской киностудии. Эпизод с укротительницей снимался в Ленинградском цирке. Наталья Фатеева действительно входила в клетку с тиграми, но эти кадры в фильм не вошли, поскольку укротитель тигров, Вальтер Запашный, боясь за актрису, всё время держал тигра за поводок, попадая в кадр.

### Широкоэкранная версия
Фильм был снят в двух вариантах: широкоэкранном и обычном. В то время техника большинства кинотеатров СССР не позволяла демонстрировать широкоэкранное анаморфированное изображение, так как не было широких экранов и анаморфотных насадок, а также усилителей и блоков чтения магнитных стереофонограмм (3 канала за экраном и канал эффектов зала). Всё это было только в самых крупных городских кинотеатрах. Перевести широкоэкранную версию в обычную, особенно цветную, методом оптической выкопировки на киностудиях также было невозможно — отсутствовала необходимая техника, которая появилась только в середине 1960-х годов. Поэтому каждая сцена снималась дважды, причём в первую очередь — для широкоэкранной версии, которая считалась основной. Демонстрация широкоэкранной версии длится 99 минут. 
- В начальных титрах фильма демонстрируются кадры «с участием» съёмочной группы, а фамилии актёров начертаны на морском песке, и эти надписи смывает волна.
- Между титрами идёт видеоряд, демонстрирующий пляж, до отказа заполненный отдыхающими[3].

Для «обычной» версии, которая длится 88 минут, дубли снимались уже после основных.
Поскольку «широкий» вариант фильма долгое время считался утраченным, почти 50 лет по советскому, а затем российскому и постсоветскому телевидению демонстрировалась обычная версия. На данный момент известно всего о двух фильмокопиях с широкоэкранной версией: одна хранилась на Рижской киностудии, вторая — в Госфильмофонде в Белых Столбах.
Фрагменты широкоэкранной версии были впервые продемонстрированы в передаче «И снова здравствуйте!» 22 января 2012 года. Телевизионная премьера состоялась 8 июня 2014 года на Первом канале, но с купюрами 12 минут, чтобы уложиться в сетку вещания. 8 марта 2015 года в эфире Первого канала состоялась трансляция полной необрезанной версии.

## Судьба фильма и влияние
- После сдачи фильму была присвоена вторая категория (небольшие ставки актёров и средние кинотеатры для премьеры). Однако после оглушительного успеха во время проката фильму была присвоена первая категория, а актёрам выплатили дополнительную премию в 300 рублей[3][6].
- В Финляндии фильм вышел под названием «Как укротить мужчину» (фин. Näin kesytetään miehiä)[7][10].
- В 2016 году в связи с объявленным в России «Годом кино»[11] на заводе «Дионис» было выпущено крымское вино «Три плюс два»[12].
- Фильм способствовал массовому расцвету отдыха «дикарями» в СССР. В год выхода фильма на территории СССР появилось около 3 500 000 «дикарей»[3].

## Музыка
- Аранжировщиком музыки к фильму был Раймонд Паулс, в то время работавший ресторанным музыкантом[7]. Песню «Любовь — это яд» исполняют Аида Ведищева и Геннадий Нилов.

## Факты
- Из-за несданного экзамена по физике Геннадий Нилов пошёл поступать на актёрский факультет. По иронии судьбы, в фильме «Три плюс два» он играет роль доктора физико-математических наук[7]. В эпизоде на пляже снялась жена актёра, Галина Нилова (инженер-химик по профессии[3]).
- Степан Сундуков (Геннадий Нилов) использовал энергию солнца для приготовления еды, он готовил в котелке на самодельной солнечной печи, сооружённой из зонтика и осколков разбитого зеркала.
- В фильме героини собираются идти в кинотеатр на премьеру фильма «Сержант милиции». В 1974 году Геннадий Нилов снялся в фильме с таким же названием.
- Эпизоды фильма, где Сундуков читает детективный роман, иллюстрируются показом отрывков из американского фильма ужасов «Сын Франкенштейна» (1939).
- На 20-й минуте фильма герои слушают по радио вечерний выпуск новостей, в котором диктор сообщает: «Сегодня исполняется 85 лет со дня смерти великого поэта-демократа Николая Алексеевича Некрасова». Однако Некрасов скончался 27 декабря 1877 года (8 января 1878 года по новому стилю), в то время как действие фильма происходит летом.
- Во время съёмок режиссёр Генрих Оганесян был тяжело болен раком желудка. Через несколько месяцев после премьеры он скончался[3]. Существовала идея снять продолжение фильма. Действие сиквела должно было происходить в Москве спустя несколько лет. Однако со смертью режиссёра замысел продолжения картины оказался нереализованным[5].